# Діана (ім'я)

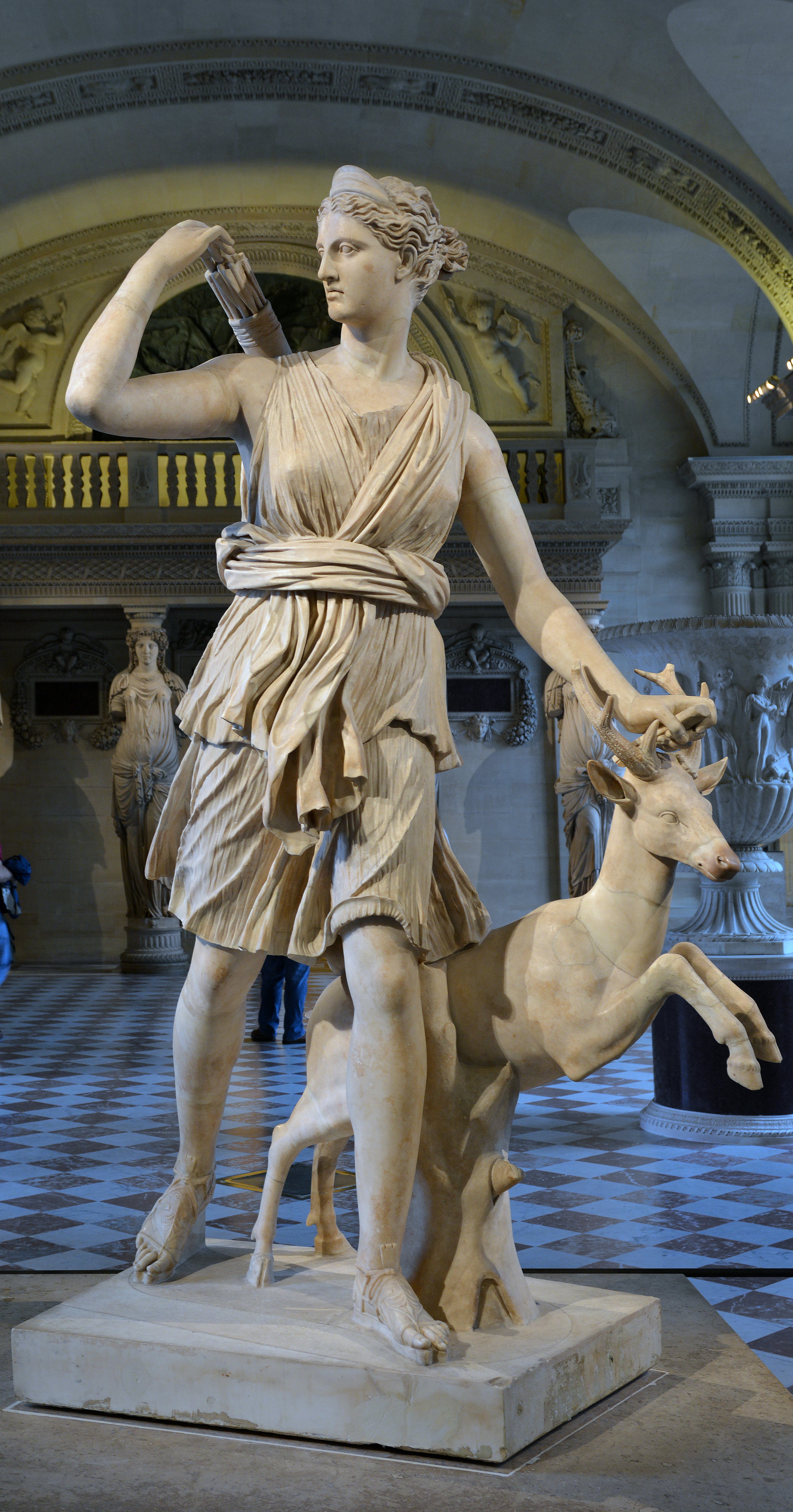
Скульптура Діани Версальської у Луврі

Діа́на (від лат. Divina) — ім'я латинського та грецького походжень, з відсиланням до римської богині Діани, покровительки полювання та уособлення Місяця. Вона ототожнювалася з давньогрецькою Артемідою. З латинської мови «Divina» перекладається як «божественна» чи «богиня».
Ім'я Діана вживалося вже в Стародавньому Римі, але виключно поза християнськими колами, та вважалося язичницьким:223.
Розмовні форми: Дінка, Ді, Дана, Данка, Діа, Діанка та інші.
Іменини: 9 червня.

## Відомі носії
- Діана де Пуатьє (1500—1566) — французька аристократка і придворна дама, яка мала велику владу і вплив як королівська коханка і радниця короля Генріха II аж до його смерті.
- Діана Абгар (1859—1937) — вірменська письменниця, була почесною консулкою до Японії короткоіснуючої Демократичної Республіки Вірменія.
- Діана Бурбон (1900—1978) — американська акторка, журналістка, продюсерка, режисерка та письменниця.
- Діана Вріланд (1903—1989) — французька та американська журналістка, модна редакторка, публіцистка та світська особа.
- Діана Атілл (1917—2019) — британська літературна редакторка, романістка та мемуаристка.
- Діана Петриненко (1930—2018) — українська співачка, Народна артистка СРСР (1975). Лауреатка Державної премії України імені Т. Г. Шевченка (1972).
- Діана Вінн Джонс (1934—2011) — британська письменниця, авторка «Мандрівного замку Хаула».
- Діана Рігг (1938—2020) — англійська актриса театру та кіно. Грала дружину Джеймса Бонда у фільмі «На секретній службі Її Величності» (1969) та Оленну Тайрел у серіалі «Гра престолів» (2013—2017).
- Даяна Росс (1944) — американська співачка та акторка, солістка гурту The Supremes. Відома як «Королева Motown Records»
- Діана Геблдон (1952) — американська письменниця та телесценаристка, авторка серії книг «Чужоземка».
- Даяна Ліверман (1954) — колишня професорка географії Університету Аризони, США, учасниця Міжурядової групи експертів ООН з питань зміни клімату, співавторка Спеціальної доповіді «Глобальне потепління на 1,5 °C».

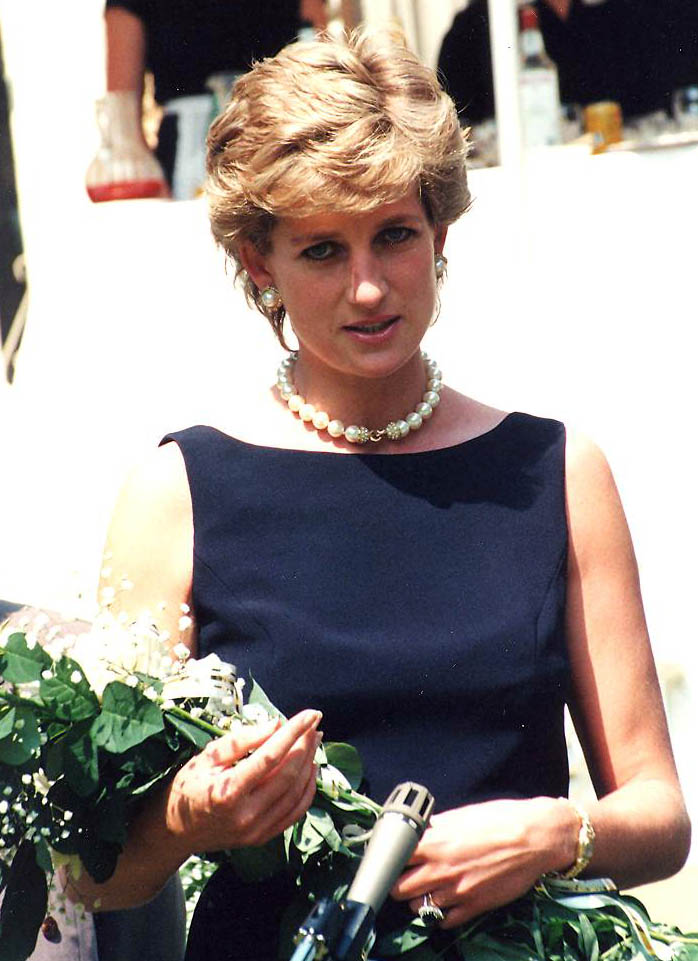
Діана, британська шляхтянка з родини Спенсер-Черчилль, перша дружина принца Уельського Чарльза

- Діана, принцеса Уельська (1961 —1997) — британська благодійниця і членка британської королівської родини. Перша дружина принца Уельського Чарльза.
- Даяна Кролл (1964) — канадська джазова співачка і піаністка, відома своїм контральто, володарка трьох премій «Греммі» та восьми премій «Джуно».
- Діана Лі Іносанто (1966) — американська акторка та режисерка, колишня каскадерка та інструкторка бойових мистецтв.
- Діана Б'янкеді (1969) — колишня італійська фехтувальниця на рапірах, дворазова олімпійська чемпіонка, п'ятиразова чемпіонка світу.
- Діана Дамрау (1971) — німецька оперна співачка (сопрано).
- Діана Арбеніна (1974) — російська співачка, музикантка, поетеса та лідерка рок-гурту «Ночные Снайперы».
- Діана Відмаєр Пікассо (1974) — французька історик мистецтва, що спеціалізується на сучасному мистецтві.
- Діана Амфт (1975) — німецька кіно- і телеакторка, дитяча письменниця.
- Діана Шошоаке (1975) — румунська юристка, активістка та проросійська ультраправа політична діячка[4].
- Діане Крюгер (1976) — німецька акторка і фотомодель.
- Діана Гурцкая (1978) — російська попспівачка і громадська діячка. Фігурантка бази даних центру «Миротворець».
- Діана Берг (1979) — українська активістка та правозахисниця з Донецька. Засновниця маріупольської платформи «ТЮ», організаторка руху «Донецьк — це Україна».
- Даяна Торасі (1982) — американська баскетболістка, шестиразова олімпійська чемпіонка і триразова чемпіонка світу.
- Діана Бакосі (1983) — італійська стрільчиня, олімпійська чемпіонка 2016 року.
- Діана Матесон (1984) — канадська колишня професійна футболістка, яка з 2003 по 2020 рік грала за національну збірну Канади. Була включена до Зали слави канадського футболу у 2025 році.
- Діана Хой Нгуєн (1985) — американська поетеса та мультимедійна художниця, авторка книги «Привид».
- Діана ван Гірсберген (1985) — нідерландська оперна та рок-співачка, учасниця симфо-метал гуртів Ex Libris і Xandria.
- Діанна Агрон (1986) — американська акторка і співачка.
- Діана Панченко (1988) — українська проросійська журналістка та телеведуча, колишня ведуча проросійських каналів NewsOne, «Перший незалежний» та UkrLive.
- Діана Вейкер (1989) — канадська борчиня вільного стилю, бронзова призерка чемпіонату світу.
- Діана Димченко (1989) — азербайджанська веслувальниця українського походження.
- Діана Гаджиєва (1989) — азербайджанська співачка та авторка пісень. Представляла Азербайджан на Євробаченні 2017 року.
- Діана Ісакова (1996) — російська активістка, що виступає проти політики Путіна та повномасштабного вторгнення Росії в Україну у 2022 році.
- Діана Старкова (1996) — французька модель та акторка монегаського походження, переможниця «Міс Європа 2016».
- Діана Сільверс (1997) — американська актриса та модель, грала Ерін Нейрд у серіалі «Космічні сили» (2020—2022).
- Діана Варінська (2001) — українська гімнастка, чемпіонка Європи в командній першості.
- Діана Шнайдер (2004) — російська тенісистка, переможниця п'яти турнірів WTA та майстер спорту Росії.